# 露珠驼蝶螺
露珠驼蝶螺（学名：Cavolinia uncinata）是有壳翼足目驼蝶螺科Cavolinia的一种。

## 分佈
主要分布于韩国、中国大陆、台湾，常栖息在浅海沙底。